# Jack Taylor (Schwimmer)
Jack George Neil Taylor (* 31. Januar 1931 in Akron; † 30. Mai 1955 in Guantanamo Bay Naval Base) war ein Schwimmer aus den Vereinigten Staaten. Er gewann 1952 eine olympische Bronzemedaille.

## Karriere
Jack Taylor begann beim YMCA in Akron mit dem Schwimmsport und wechselte dann zum Firestone Swim Club. Als College-Student schwamm er für die Ohio State University. 1948 war er Meister der Vereinigten Staaten über 1500 Meter Freistil. 1950 wurde er College-Meister im Freistilschwimmen, 1951 wechselte er zum Rückenschwimmen.
Bei den Olympischen Sommerspielen 1952 in Helsinki kam er über 100 Meter Rücken im Vorlauf auf die zweitschnellste Zeit hinter seinem Landsmann Yoshinobu Oyakawa. Oyakawa gewann auch den ersten Halbfinallauf, im zweiten Halbfinale siegte der Franzose Gilbert Bozon vor Jack Taylor. Im Finale gewann Oyakawa mit 0,8 Sekunden Vorsprung auf Bozon, 0,2 Sekunden dahinter schlug Taylor als Dritter an.
Nach seiner Graduierung schloss sich Jack Taylor der US Navy an, um Pilot zu werden. Der Leutnant starb, nachdem er bei einem Nachtübungsflug in Guantanamo abgestürzt war.